# Diabrotica mauliki
Diabrotica mauliki là một loài bọ cánh cứng trong họ Chrysomelidae. Loài này được Barber miêu tả khoa học năm 1947.